# Kawachi (Ibaraki)
Kawachi (河内町?) è una cittadina giapponese della prefettura di Ibaraki.